# 吉田暁央
吉田 暁央（よしだ あきお、1962年8月16日 - ）はフリーアナウンサー、有限会社オフィス クリナム代表取締役。静岡県沼津市出身。日本大学法学部卒業。

## 概要
1985年、日本大学法学部新聞学科卒業後、ラジオ福島入社。ラジオ福島在社時からスキー関連イベントのプロデュース兼MCを担当していた。
1992年に退社、フリーに。2000年より東京アナウンスアカデミーの講師を務める。
現在は、主にJ SPORTSでスキー、テニスをはじめ、ダーツ、スヌーカーなどスポーツ全般の実況を担当。
また、スキーやバスケットボール関連の司会やゲームソフト「NBA ライブ 07」「NBA ライブ 08」「NBA ライブ 09」「NBA ライブ 10」（EA）の実況も担当している。
2008年1月公開映画「銀色のシーズン」の中で実況アナウンサーとして声だけ参加している。